# Elaeocarpus gordonii
Elaeocarpus gordonii är en tvåhjärtbladig växtart som beskrevs av C. Tirel. Elaeocarpus gordonii ingår i släktet Elaeocarpus och familjen Elaeocarpaceae. Inga underarter finns listade i Catalogue of Life.